# Bundee Aki
Ne doit pas être confondu avec Pita Ahki.

a Compétitions nationales et continentales officielles uniquement.

b Matchs officiels uniquement.
Dernière mise à jour le 4 août 2025.
Bundee Aki, né le 7 avril 1990 à Auckland (Nouvelle-Zélande), est un joueur international irlandais de rugby à XV, d'origine néo-zélandaise, jouant au poste de centre au Connacht.
Il dispute l'ITM Cup avec l'équipe des Counties Manukau et en Super Rugby avec la province des Chiefs. Depuis 2014, il joue avec la province irlandaise du Connacht Rugby avec laquelle il remporte le Pro12 en 2016 et en étant sacré meilleur joueur de la saison. Après trois années de résidence, il est sélectionné en équipe d'Irlande à partir de 2017.

## Biographie

### Jeunesse et formation
Bundee Aki est né dans les faubourgs d'Auckland, à Otahuhu. Ses parents, Hercules et Sautia Aki sont originaires de Samoa et ont eu six enfants. Il a été prénommé Fua Leiofi, mais a été appelé Bundellu, d'après le nom du gynécologue qui l'a mis au monde. Son surnom de "Bundee" lui a été donné par un entraîneur de rugby, avant l'âge de 10 ans. Bundee est très proche de ses parents qui l'appellent tous les lundis matins de l'autre hémisphère. Il est le 2e né de sa fratrie, avec un frère et quatre sœurs.

### Débuts en Nouvelle-Zélande (2011-2014)
En 2012, Bundee Aki s'engage avec la province néo-zélandaise des Chiefs, depuis son club, les Counties Manukau. Pour sa première saison en ITM Cup, en 2012, son équipe termine à la seconde place du championnat. La saison suivante, il fait ses débuts en Super Rugby, compétition qu'il remporte en disputant la finale face aux australiens des Brumbies.

### Arrivée en Europe au Connacht (2014-2017)
En avril 2014, il s'engage avec la province irlandaise du Connacht pour la saison 2014-2015. Il est le deuxième joueur des Chiefs a arriver en deux ans à Galway, après Craig Clarke un an plus tôt,.
Son équipe se qualifie pour la première fois de son histoire pour une finale de Pro12 en 2015-2016. Il est titulaire lors de ce match à l'issue duquel le Connacht est sacré champion, en battant le Leinster sur le score de 20 à 10 dans le stade de Murrayfield d'Édimbourg. À l'issue de cette saison, Bundee Aki est élu meilleur joueur du championnat.

### International irlandais (depuis 2017)
Il est sélectionné pour le Tournoi des Six Nations 2018. Il joue les cinq matchs du tournoi en tant que titulaire et marque deux essais. L'Irlande remporte tous ses matchs et réalise ainsi le Grand Chelem.
Durant la saison 2022-2023, il est dans un premier temps convoqué début janvier 2023, par Andy Farrell en équipe d'Irlande, pour disputer le Tournoi des Six Nations. Il joue les cinq matchs du tournoi, marque un essai et l'Irlande remporte la compétition en réalisant le Grand Chelem. De retour avec le Connacht, il se qualifie en quart de finale et élimine l'Ulster, avant d'être battu en demi-finale par les Stormers. C'est la deuxième fois de son histoire que la province atteint ce stade de la compétition après 2016. Bundee Aki a joué huit matchs de championnat, dont six en tant que titulaire.
Fin mai 2023, il est présélectionné dans un groupe de 42 joueurs pour préparer la Coupe du monde 2023 avec son pays,. Il inscrit 5 essais durant cette coupe du monde en autant de match (2 contre la Roumanie, 2 contre les Tonga et 1 contre la Nouvelle-Zélande en 1/4 de finale). Après cette compétition, son contrat avec la fédération irlandaise et le Connacht est prolongé jusqu'en 2025.
En fin d'année 2023, il est récompensé lors des Prix World Rugby lorsqu'il est sélectionné dans le XV masculin de l'année.
En janvier 2024, il est sélectionné pour le Tournoi des Six Nations.
Début mai 2025, il est convoqué pour la tournée des Lions britanniques et irlandais en Australie. Il y dispute trois rencontres : face à l'Argentine le 20 juin où il inscrit notamment un essai, et deux fois face à l'Australie le 19 et 26 juillet. 

## Palmarès

### En clubs et en provinces
- Counties Manukau
  - Deuxième de l'ITM Cup en 2012
- Chiefs
  - Vainqueur du Super Rugby en 2013
- Connacht
  - Vainqueur du Pro12 en 2016

### En sélection nationale
- Irlande
  - Vainqueur du Tournoi des Six Nations en 2018 (Grand Chelem), 2023 (Grand Chelem) et 2024.

### Distinctions personnelles
- Meilleur joueur du Pro12 en 2016.
- Membre de équipe type de la saison du Pro12 en 2016.
- Membre du XV masculin de l'année World Rugby en 2023.
- Membre de l'équipe-type du Tournoi des Six Nations en 2024.